# Befrielsen är nära
Befrielsen är nära är en psalm med text skriven 1981 av Åke Olson. Musiken skrevs av honom 1987.

## Publicerad i
- Segertoner 1988 som nr 520 under rubriken "Att leva av tro - Skuld - förlåtelse -rening".[1]